# 岩田麻衣
岩田 麻衣（いわた まい、1989年12月11日 - ）は、日本のアイドル、女優。
北海道出身。

## 人物
- 趣味はF1観戦(公式ブログのタイトルにもなっている)、トイカメラ(散歩しながら風景写真を撮る)。
- 特技は料理、お菓子作り。
- 好きな食べ物はスルメ。小さい頃から好きで、子供の頃の写真には、人形片手にスルメを食べている写真などがあるという。
- 嫌いな食べ物はきゅうり、チョコレート、にんじん、マヨネーズ、辛いもの全般。
- 中学時代はテニス部、高校時代はバドミントン部に所属していた。
- 同じ事務所に所属する岩田ゆいは妹。

## 出演

### 舞台
- アルジャーノンに花束を（2006年） - バーニス役
- CHANCE（2007年） - 岸本麻衣役
- ドラゴンファンタジー2009（2009年） - 姫役

### 映画
- ソラミミ（2005年） - ミミ役
- 伝染歌（2007年・原田眞人監督）

### テレビ
- 女と愛とミステリー「監察医・篠宮葉月 死体は語る5」（2004年・テレビ東京）
- スポーツMAX（2005年・日本テレビ）
- 恋愛診断〜サヨナラのメロディ〜（2007年・テレビ東京） - 女子生徒役
- 24のひとみ（2007年・TBS）
- Cafe吉祥寺で 第36話（2008年・テレビ東京） - 女子高生役
- 土曜ワイド劇場「終着駅シリーズ〜22殺人同盟〜理科室の夜の秘密!?刑事が追う３つの完全犯罪!!森村誠一の螺旋状の垂訓」（2009年3月14日OA、テレビ朝日）

### CM
- サーティワンアイスクリーム（2006年）

### DVD
- I Mai Me Mine（2007年・VEGA）
- Mai Mai（2007年・MS2）
- My★記念日（2008年・フォーサイド・ドットコム）